# Europese gezondheidskaart

Oostenrijkse kaart

Duitse kaart

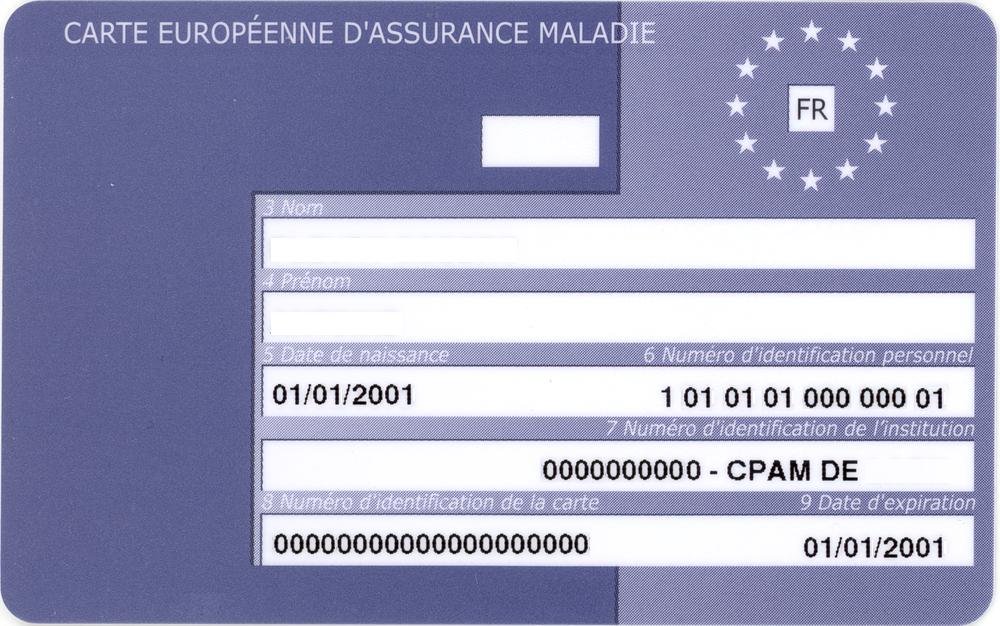
Franse kaart

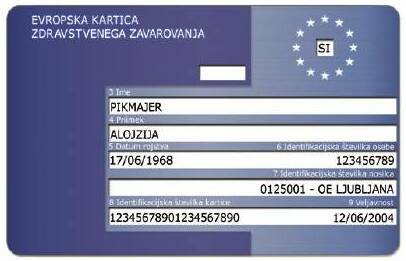
Sloveense kaart

De Europese gezondheidskaart of Europese ziekteverzekeringskaart (EZVK) is een persoonsgebonden kaart die ervoor zorgt dat inwoners van de Europese Economische Ruimte landen en Zwitserland gratis, of tegen gereduceerd tarief, noodzakelijke medische hulp krijgen in een andere lidstaat, als die behandeling nodig is tijdens het bezoek in dat land (bijvoorbeeld bij een ongeluk, of een (chronische) ziekte, zoals een nierdialyse).
De gedachte erachter is dat mensen hun verblijf in het land kunnen voortzetten en niet terug moeten naar hun eigen land voor behandeling. Het is niet bedoeld voor mensen die speciaal naar het buitenland gaan voor een behandeling.
De kaart is geleidelijk ingevoerd vanaf 1 juni 2004.
Andere voorkomende benamingen voor deze kaart zijn: Europese Zorgverzekeringskaart, Europese Zorgpas en Europese Verzekeringspas.

## In België en Nederland
Sinds 1 januari 2006 is het ook in België en Nederland mogelijk een Europese gezondheidskaart aan te vragen. De EHIC wordt in een aantal andere landen binnen de EEG al langer uitgegeven. Met de EHIC heeft een burger recht op noodzakelijke medische zorg tijdens een tijdelijk verblijf in het buitenland.
In Nederland staat de Europese gezondheidskaart op de achterkant van de nationale gezondheidskaart.
Desondanks wordt de Europese gezondheidskaart in veel gezondheidscentra in Nederland geweigerd aan andere burgers van de Europese Unie en moeten ze contant betalen voor de behandeling. De kosten kunnen later worden vergoed door de Nederlandse verzekering Zilveren Kruis.

## Deelnemende landen
- België
- Cyprus (met uitzondering van Noord-Cyprus)
- Tsjechië
- Denemarken
- Duitsland
- Estland
- Finland
- Frankrijk
- Griekenland
- Hongarije
- Ierland
- IJsland
- Italië
- Letland
- Liechtenstein
- Litouwen
- Luxemburg
- Malta
- Nederland
- Noorwegen
- Oostenrijk
- Polen
- Portugal
- Slowakije
- Slovenië
- Spanje
- Verenigd Koninkrijk
- Zweden
- Zwitserland